# Antoinette Blue
Antoinette Blue là single thứ 9 được phát hành bởi Kitade Nana, nó được sử dụng như là chủ đề kết thúc thứ tư cho anime D.grayman. Single lấy một số hình ảnh từ D.grayman. Tên "Antoinette Blue" lấy từ tên của Maria Antonia của Áo (tên tiếng Pháp là Marie Antoinette) người có viên kim cương màu ghi nổi tiếng. Bài hát được xếp thứ 34 trên Oricon charts với 8.140 bản tiêu thụ, trụ lại 5 tuần, tiên phong cho album Berry Berry Singles. Đầu tháng 3, single lại xuất hiện trong album "Bondage", track 4.

## Thông tin video
Bài hát bắt đầu với hình ảnh một lâu đài cổ âm u (đây là hình ảnh toà lâu đài trong anime D.gray-man), với Mặt Trăng sáng tròn trên cao. Trong căn phòng ở đỉnh toà tháp, có một bộ xương của một cô gái trẻ đang ngồi trên ghế. Đến đêm, ánh trăng rọi vào qua cửa sổ, bộ xương từ từ cử động và biến dần thành một con người. Và bắt đầu bài hát. Cuối bài hát, mặt trời mọc, trăng lặn, cô gái trẻ biến trở lại thành bộ xương va ngồi lại xuống ghế.

## Danh sách bài hát
1. Antoinette Blue (アントワネットブルー)
2. Wish in the blood
3. Kamisama Hitotsu Dake (神様ひとつだけ; Only One God)
4. Antoinette Blue ~D.Gray-man Ending Ver.~ (アントワネットブルー)
5. Antoinette Blue (Instrumental) (アントワネットブルー)